# シビレ (企業)
シビレ株式会社（英: sibire Inc.）は、宮城県仙台市に本社を置く、地方創生ベンチャー企業。代表は佐藤陽、鈴木翠。
2016年1月に神奈川県横浜市で創業。現在は本社がある宮城県仙台市に加え、東京都、熊本県に事務所を構えている。

## 沿革
- 2016年1月：法人設立
- 2018年：宮城県仙台市に本社移転
- 2021年9月：熊本県に支店を開設[1]
- 2022年4月：東京都渋谷区に支店を開設
- 2022年12月：自社サービス「ケンジン」の提供開始[2]

## 事業内容
- 自治体連携事業
- 地方DX事業
- WEBメディア事業